# Downeshelea stonei
Downeshelea stonei är en tvåvingeart som först beskrevs av Wirth 1953.  Downeshelea stonei ingår i släktet Downeshelea och familjen svidknott. Inga underarter finns listade i Catalogue of Life.